# Les Chapelles
Les Chapelles es una comuna francesa situada en el departamento de Saboya, en la región Auvernia-Ródano-Alpes.

## Demografía
| 379 | 310 | 264 | 266 | 258 | 368 | 487 | 556 |
| Para los censos de 1962 a 1999 la población legal corresponde a la población sin duplicidades (Fuente: INSEE [Consultar]) |     |     |     |     |     |     |     |